# Lophiotoma brevicaudata
Lophiotoma brevicaudata é uma espécie de gastrópode do gênero Lophiotoma, pertencente a família Turridae.